# Dorothy Wall (rugby à XV)
Pour les articles homonymes, voir Dorothy Wall et Wall.
Pas d'image ? Cliquez ici

a Compétitions nationales et continentales officielles uniquement.

b Matchs officiels uniquement.
Dernière mise à jour le 1 mai 2025.
Dorothy Wall, née le 4 mai 2000 à Clonmel (Irlande), est une joueuse internationale irlandaise de rugby à XV. Troisième ligne de formation, elle évolue ensuite au poste de deuxième ligne. Elle joue en Championnat d'Angleterre, aux Exeter Chiefs.

## Biographie
Née le 4 mai 2000 à Clonmel en Irlande, Dorothy Wall pratique d'abord le basket-ball, elle participe notamment à un stage national en catégorie de moins de 16 ans. Elle débute la pratique du rugby à XV adolescente, dans les rangs du Fethard RFC. Durant sa scolarité, elle étudie à l'University College Dublin où elle obtient un diplôme en radiographie qui lui permet ensuite d'exercer la profession de manipulatrice radio.
En 2019, elle joue son premier match avec les seniors du Munster.
Elle devient internationale irlandaise à 19 ans, lors du Tournoi des Six Nations 2020, en entrant à la mi-temps du match contre l'Écosse.
C'est pendant l'édition 2021 du Tournoi des Six Nations qu'elle inscrit son premier essai sur la scène internationale, face au pays de Galles.
Après deux saisons de All Ireland League (Championnat d'Irlande) annulées, Dorothy Wall et son équipe du Blackrock College RFC arrivent en finale de l'édition 2021-2022, mais s'inclinent face au Railway Union RFC.
La saison suivante, dont la finale se joue également durant l'année civile 2022, son équipe prend sa revanche sur le Railway Union RFC et remporte le titre national.
Elle prend part au Tournoi des Six Nations 2023, où l'Irlande perd ses cinq matchs, dans une ambiance délétère marquée par des controverses autour du rugby féminin en Irlande. Elle, comme de nombreuses joueuses, vit très mal cette année noire.
En 2023, elle est capitaine du Munster qui remporte à nouveau le Championnat inter-provinces,. Elle dispute ensuite la première édition du WXV 3, à Dubaï, remportée par les Irlandaises sous la direction du nouveau sélectionneur Scott Bemand[réf. nécessaire]. C'est lui qui la repositionne en deuxième ligne, afin de combler le vide laissé par la retraite anticipée de Nichola Fryday. Elle joue également la deuxième édition du Celtic Challenge avec la franchise fédérale des Clovers. Elle est appelée pour disputer le Six Nations 2024, où elle est titularisée à cinq reprises, et dont les Irlandaises terminent troisièmes.[réf. nécessaire]
Au mois de juillet, elle est recrutée par le club anglais des Exeter Chiefs, où elle rejoint ses compatriotes Nichola Fryday, Edel McMahon et Cliodhna Moloney. Sa saison débute par une convocation en équipe nationale pour un match de préparation contre les Wallaroos, conclu sur une victoire 36 à 10, puis pour le WXV 1, organisé au Canada. Elle est également appelée en équipe nationale pour le Tournoi des Six Nations 2025 : elle se blesse lors de la dernière journée, à Édimbourg. Victime d'une rupture du tendon d'Achille, elle doit être opérée et déclare forfait pour la Coupe du monde.

## Palmarès

### En club et province
- Vainqueur du Championnat inter-provinces irlandaises en 2021 et 2022.
- Finaliste du Championnat d'Irlande en 2022.
- Vainqueur du Championnat d'Irlande en 2023.

### En équipe nationale
- Vainqueur du WXV 3 en 2023.